# Salina Bay
Salina Bay – zatoka ze skalistą plażą o tej samej nazwie, o krystalicznie czystej wodzie, położona na Malcie, w jednostce administracyjnej Saint Paul’s Bay, niedaleko miejscowości Qawra i Buġibba. Od zachodu sąsiaduje z dużo większą Zatoką Świętego Pawła, od której oddziela ją cypel Qawra Point. Na końcu zatoki znajdują się solniska, z których w przeszłości pozyskiwano sól.
Na południowym końcu zatoki znajdują się bagna solankowe i baseny solankowe otoczone garigiem, które wraz z parkiem Kennedy Grove wchodzą w skład Rezerwatu Przyrody Salina, gdzie można spotkać różnorodne gatunki flory i fauny.

## Pochodzenie nazwy
Nazwa „Salina” pochodzi od basenów solankowych (ang. Salina Salt Pans), które dawniej istniały w tej okolicy i były eksploatowane już przez Fenicjan i Rzymian. Z akwenów wybudowanych w XVI w. przez Zakon Maltański na masową skalę wydobywano sól, która była ważnym produktem eksportowym przez następne trzy stulecia.

## Atrakcje na miejscu
Płaskie skały zapewniają miejsca do opalania, na których zainstalowano drabinki, umożliwiające łatwe wejście do czystej, jasnej i głębokiej wody (poza poboczami zatoki).
Wyodrębnione części zatoki służą do uprawiania sportów wodnych, w tym windsurfingu, nurkowania oraz żeglarstwa.
W bliskim sąsiedztwie zatoki znajdują się liczne restauracje, bary, sklepy oraz liczne hotele.

## Atrakcje w okolicy
Przy samej zatoce znajduje się Wieża Għallis, zbudowana za czasów joannitów. W okolicy zachowały się ruiny dwóch megalitycznych świątyń: Bugibba Temple (na granicy miast Buġibba i Qawra) oraz Tal-Qadi, nieco na południe od zatoki. Na wschodnim brzegu zatoki znajdują się również Katakumby Salina (Salina Catacombs).

## Pogoda
Optymalne warunki pogodowe w zatoce występują od maja do października, gdy maksymalna temperatura powietrza przeważnie przekracza 25 °C, a woda w sezonie wakacyjnym nagrzewa się do temperatury 23 °C. Latem panuje sucha, słoneczna i spokojna pogoda. Opady są rzadkie.

## Dojazd
Zatoka Salina Bay jest dobrze skomunikowana z innymi częściami Malty, dzięki znajdującemu się w pobliżu dworcowi autobusowemu w miejscowości Bugibba.
Główne trasy autobusowe:
- Z lotniska – linia X3 (czas jazdy: ok. 1 godziny)
- Z Valletty – linie autobusowe nr 31, 45 i 48 (dojazd w ok. 45 minut)
- Ze Sliemy i St. Julians – linie autobusowe nr 203, 212, 222 i 225 (czas jazdy 45–60 minut)
- Z Mdiny – autobus nr 186 (dojazd w ciągu 30 minut)
- Z Golden Bay i Għajn Tuffieħa (popularne plaże) – linie autobusowe nr 223 i 225 (dojazd w ok. 30 minut)
- Z Mellieha Bay (popularna plaża) – autobusy nr 42, 221 i 222 (dojazd w ok. 30 minut).

Do Salina Bay można również dotrzeć pieszo, korzystając z promenady o długości trzech kilometrów, przebiegającej przez Qawrę, Bugibbę, Saint Paul’s Bay